# Gypsophila cerastioides
Gypsophila cerastioides är en nejlikväxtart som beskrevs av David Don. Gypsophila cerastioides ingår i släktet slöjor, och familjen nejlikväxter. Inga underarter finns listade i Catalogue of Life.

## Bildgalleri

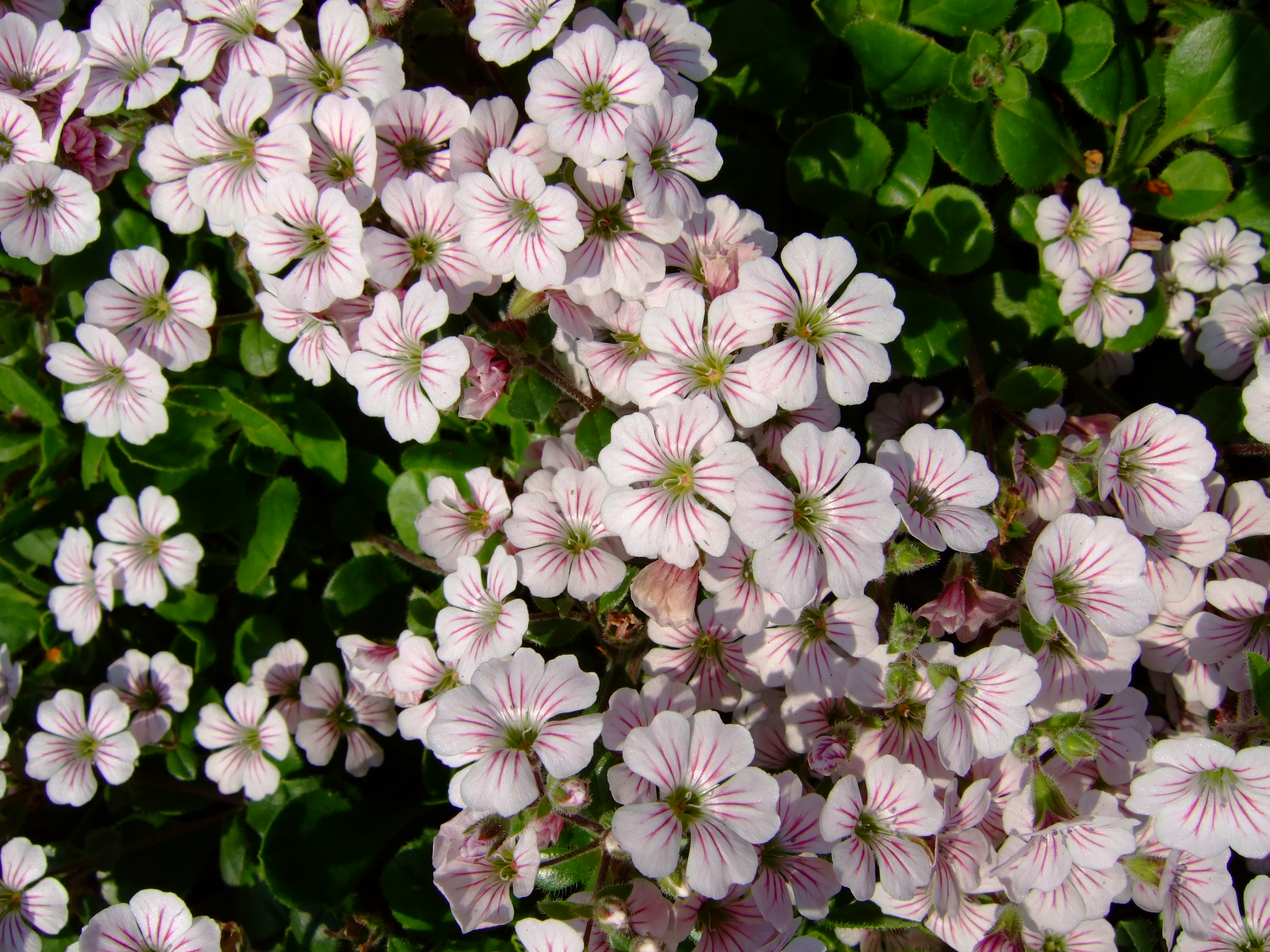
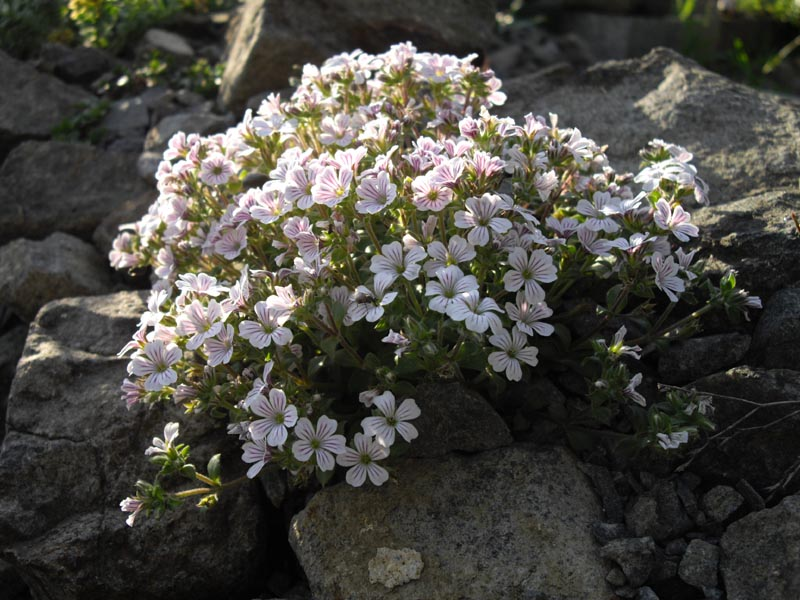
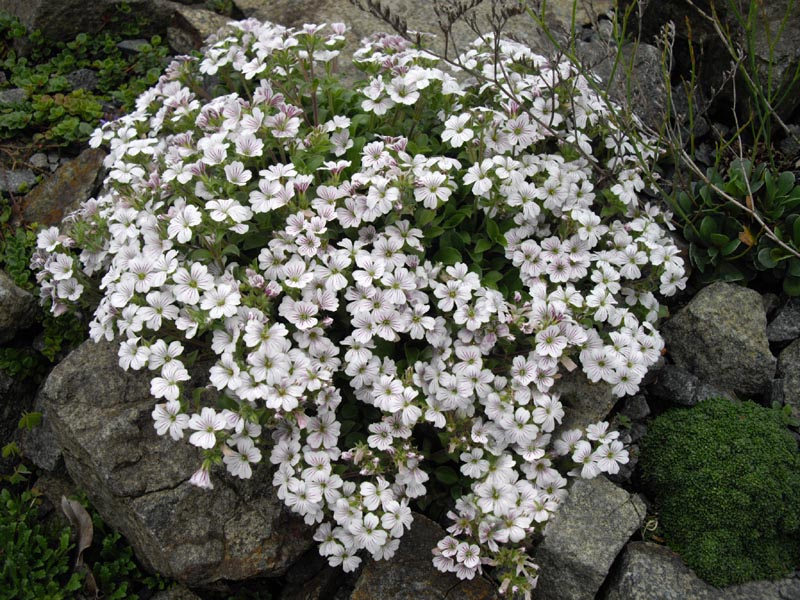
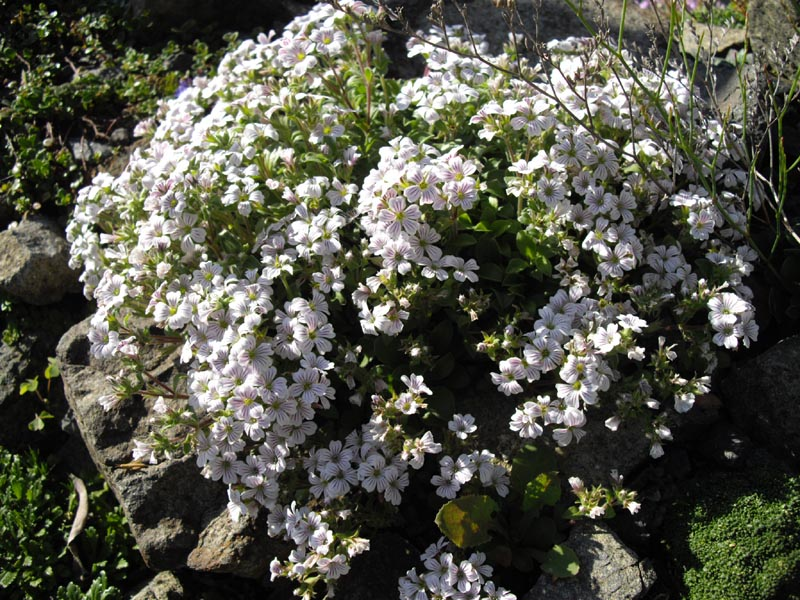
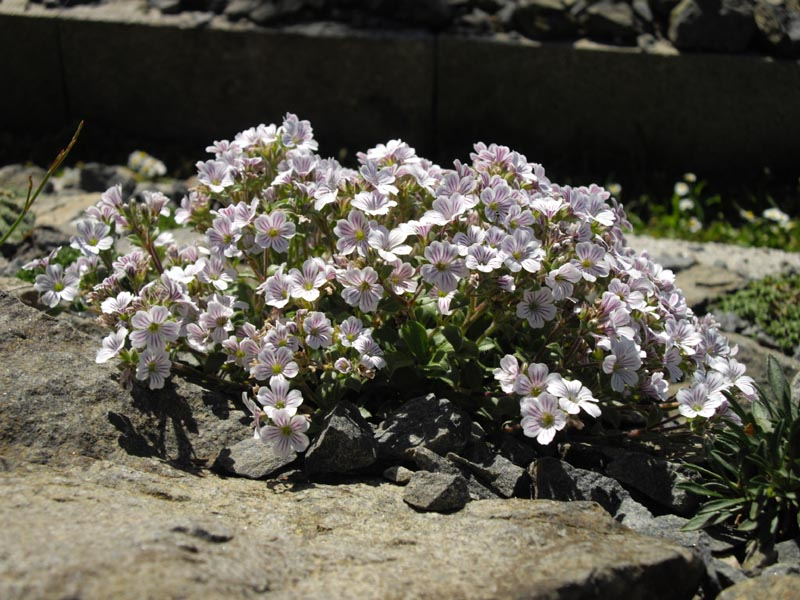
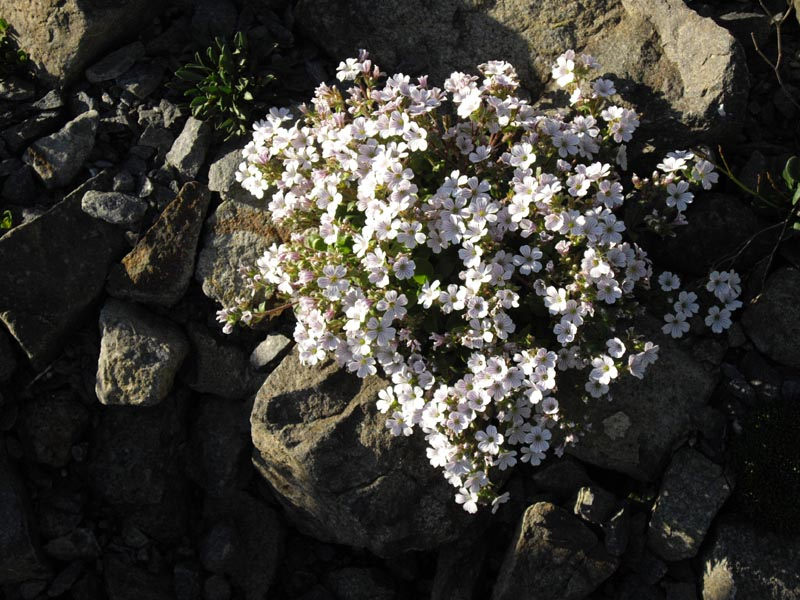